# Fulgenzio Chicherio
Fulgenzio Chicherio (Bellinzona, 7 oktober 1827 - aldaar, 6 juni 1907) was een Zwitsers ambtenaar, jurist en criminoloog.

## Biografie
Fulgenzio Chicherio was een zoon van Francesco Chicherio, een handelaar, en van Sabina Tatti. Hij was getrouwd met Luigia Paganini. Na zijn studies aan het bisschoppelijk lyeceum van Como studeerde hij rechten aan de Universiteit van Pavia.
Na zijn terugkeer naar Ticino trad Chicherio in dienst van de overheid en werd hij secretaris-generaal bij het Departement van Justitie en Politie en later bij het Departement van Binnenlandse Zaken. Vervolgens was hij van 1873 tot 1907 de eerste directeur van het kantonnale gevangeniswezen. Tijdens zijn periode als gevangenisdirecteur bestudeerde hij de theorieën van Cesare Lombroso, wiens overdreven determinisme hij echter betwistte. Hij publiceerde artikelen over criminologie en sociologie in gespecialiseerde tijdschriften.
In 1859 streed Chicherio als officier mee in de Tweede Italiaanse Onafhankelijkheidsoorlog.